# 猬形十字盾虫
猬形十字盾虫（学名：Stauraspis echinoides）为穿盾虫科十字盾虫属的动物。分布于太平洋中部，包括东海等海域。